# V1065 Геркулеса
V1065 Геркулеса (лат. V1065 Herculis) — двойная затменная переменная звезда типа W Большой Медведицы (EW) в созвездии Геркулеса на расстоянии приблизительно 1208 световых лет (около 370 парсек) от Солнца. Видимая звёздная величина звезды — от +12,1m до +11,5m. Орбитальный период — около 0,3978 суток (9,5478 часа).
Открыта проектом ROTSE-1 в 2000 году*.

## Характеристики
Первый компонент — жёлтый карлик спектрального класса G. Радиус — около 1,4 солнечного, светимость — около 2,01 солнечной. Эффективная температура — около 5808 K.
Второй компонент — жёлтый карлик спектрального класса G.